# Hydroscaphidae
Los hidroscáfidos (Hydroscaphidae) son una familia de coleópteros mixófagos. Son de color castaño, con élitros reducidos.

## Géneros
Tiene los siguientes géneros:
- Hydroscapha - Scaphydra - Yara[1]